# Aeropuerto de Magenta
El Aeropuerto de Magenta  (en francés: Aéroport de Magenta o bien L'aéroport Nouméa Magenta)  (IATA: GEA, ICAO: NWWM) es un aeropuerto regional en la isla principal de Nueva Caledonia un territorio dependiente de Francia en Oceanía. El aeropuerto está a 3 km (2 millas) al estenoreste del centro de Numea, la capital regional y ciudad más grande en la región, y a aproximadamente a 50 km (31 millas) del Aeropuerto Internacional La Tontouta. En 2009, 372.581 pasajeros utilizaron el aeropuerto.
Air Calédonie tiene su sede principal en la propiedad del aeropuerto. En 1956 se produjo la inauguración de la pista de aterrizaje al tráfico aéreo civil, dos años después se dio la creación de Transpac, la primera aerolínea nacional de Nueva Caledonia y precursora de Air Caledonie Airlines, que tiene vuelos regulares entre Numéa, la Isla de Pinos y las Islas de la Lealtad. En 1970 se terminó la primera terminal, con una capacidad de 100.000 personas y finalmente en 2001 se realizó la apertura de la nueva terminal, aumentando de la capacidad a más de 300.000 personas.